# Matías Reali
Matías Reali (La Plata, Provincia de Buenos Aires; 14 de noviembre de 1997) es un futbolista argentino que juega como delantero, extremo o volante en el Club Atlético San Lorenzo de Almagro de la Primera División de Argentina.
Surgió en Gimnasia, pero se formó originalmente y debutó profesionalmente en Everton de La Plata. Luego de varias etapas sin títulos, lo alcanzó en 2023 al ganar la Primera B Nacional con Independiente Rivadavia significando un histórico ascenso en la final ante Almirante Brown por 2-0, ubicando a dos equipos mendocinos en la máxima división nacional. En 2024 debutó en la Primera División de Argentina ante Independiente, en la derrota 0-1. El 12 de mayo de 2024 anotó su primer gol en la máxima categoría ante Lanús en el triunfo por 2-0, acompañando al gol del futbolista Francisco Petrasso.

## Trayectoria

### Inicios
Hizo inferiores en Club Everton (desde los 10 hasta los 12 años) pero luego llegó a El Lobo hasta los veintiún años, donde era uno de los grandes proyectos pero no llegó a debutar y quedó libre, perdiendo las ganas de competir y entrenar al máximo. Su ciclo no profesional como jugador del Mens Sana se extendió 8 años: llegó en 2010 con 12 años y se fue en 2018. Dijo que muchas veces a los jugadores se le cierran puertas y eso provoca una pizca de frustración. Tras su paso por Mens Sana no le cerró las puertas al fútbol. Pensaba que, si uno está bien, siempre hay alguien observando.

### Everton de La Plata: debut
En ese mismo año, volvió al Decano (club del cual es confeso hincha) donde participó en Liga Amateur Platense, Torneo Federal B y Torneo Regional Federal Amateur destacándose como asistidor y goleador, su fichaje le devolvió los ánimos perdidos en el Tripero. También declaró que CELP lo recibió en un momento muy difícil de su carrera, recibiéndolo muy bien por lo que estaba totalmente agradecido para con la institución donde llevó el dorsal siete. Su primer torneo que jugó en La Plata les fue bastante bien. Lo perdieron por dos puntos y fueron subcampeones. En el Regional se sentió muy cómodo y pudo convertir algunos goles. En cambio, su segundo Torneo Regional le dio una gran decepción. En cuanto a la Liga, les costó sumar puntos luego de quedar eliminados en el Federal B ya que perdieron puntos claves y los 3 punteros que tenía el Apertura lograron cortarse rápidamente sosteniendo una gran campaña. Después de pasar un año vistiendo la camiseta del Deca, pasó al fútbol profesional en agosto de ese mismo año al acordar su fichaje por Camba, luego de tener un breve paso de 15 días vistiendo la camiseta de Villa San Carlos.

### Villa San Carlos: breve estadía
Jugando aún en Everton, pero a prueba para dar el salto, fue El Cele el que le dio ese espacio. Contó que la idea era mostrarse un poco y estar a disposición del técnico para que defina lo que mejor le parezca al cuerpo técnico. Iba a dar lo mejor de él para quedarse, comentando que hace mucho lo venían observando. Al ascender recientemente y llegar la pretemporada, fue ahí que lo citaron. Tuvo el respaldo del grupo y se sintió acompañado. Tuvo muchos conocidos de cuando jugaba en Gimnasia y encontrarse con un plantel armado y que haya gente conocida lo ayudó a integrarse. La ilusión en CAVSC, sin embargo, duró poco: tan solo 15 días con la institución para protagonizar una escandalosa transferencia.

### Polémico arribo a Defensores de Cambaseres
El clásico rival de La Villa es el Club Defensores de Cambaseres (Clásico ribereño), donde Reali terminó llegando. Por eso, tras cambiarse de vereda, esta transacción fue vista como polémica. Finalmente logró hacer su debut profesional en El Rojo en el año 2019. Al arribar, Matías confesó que lo veía como un buen paso en su carrera, viendo al CDC como un club importante de la categoría sin merecer estar donde estaba. También reconoció que conocía poco de la categoría. Hay algunos compañeros con los que jugó en el Basurero pero estaba claro que el objetivo de todos era pelear arriba y luchar por un ascenso. En Defensores solo jugó la temporada 2019/20 y llegó al club de la mano del entonces entrenador Jorge Casanueva. Anotó 4 goles, siendo el máximo goleador del equipo en el semestre, y se fue a principios de 2020 al fútbol boliviano. Cuando se fue, Reali declaró que el paso por Cambaceres le deja una sensación positiva tanto en lo personal como en lo grupal, se lleva grandes amigos. A la gente le agradació por el trato con él este tiempo y le desea lo mejor para ese Torneo clausura porque él también se sentía parte de esto.

### Ciclón: experiencia internacional
A sus 22 años, Matías Reali probó suerte en fútbol internacional, más específicamente el boliviano, para jugar en el Ciclón dirigido por Roberto Carlos Sosa, curiosamente exjugador histórico de La Plata. En ese momento, el club se encontraba jugando en la Segunda División y la intención era lograr un ascenso al nivel máximo. Al atacar la pandemia de COVID-19 en Bolivia y suspenderse el fútbol, Matías continuó entrenándose en su casa y subiendo los videos a redes sociales, actos que el hincha Albiceleste terminó considerándolo como un gran gesto. Al recién arribar, el delantero confirmó que Ciclón de La Pampa es un club muy grande en Tarija, esperaba poder devolverle la confianza que le dieron al traerlo, esperando pelear el torneo y aportar lo suyo. También contó que era un contrato profesional y la Asociaciones Departamentales de Fútbol de Bolivia los permite por seis meses. Su estadía internacional finalizó el 26 de octubre de 2020, al llegar a Círculo Deportivo y volver a su país.

### Círculo Deportivo: retorno al país
En octubre de 2020 marcó su regreso al fútbol argentino, para sumar minutos en el Papero. Su entrenador en ese momento, Facundo Oreja, lo conocía de sus inferiores por GELP. En este club, Matías debutó en el Torneo Federal A, tercera división. Allí comenzó a desplegar su habilidad que lo terminaría haciendo escalar categorías: fueron 30 partidos y cinco goles en el Rojiverde, hasta que finalmente se terminó yendo del club en enero de 2021, para llegar a Altos Hornos Zapla.

### Altos Hornos Zapla: paso federal
Una estadía de un año fue la de Matías Reali vistiendo la camiseta del Glorioso Merengue Palpaleño. En este club, su primero en la provincia jujeña, se destacó su gol anotado ante Atlético San Pedro en condición de visitante el 20 de diciembre de 2021 a los 29 minutos, al ser el único tanto del partido al ser un disparo desde fuera del área y dejar bien parado a La Trituradora del Norte para la vuelta del Torneo Regional Federal Amateur. Tras un año en esta institución, el 1 de enero de 2022 es vendido a Gimnasia de Jujuy, pegando un importante salto en su carrera.

### Gimnasia de Jujuy: consolidación
Su llegada al Lobo Jujeño se dio en 2022, donde utilizó el dorsal 7. Reali, allí, jugaría en la Primera B Nacional, significando la segunda división nacional. Aquí, siguió desarrollando sus armas: vistió la camiseta en 29 ocasiones y convirtió tres veces durante la temporada. Pero sobre el cierre de aquel año, Darío Franco prescindió de él y el club decidió darlo a préstamo a Independiente Rivadavia con una opción de compra baja hasta el 30 de noviembre de 2023. Se convirtió en un referente del plantel durante todo el 2022 y CHucky se iba siendo un jugador muy querido por la parcialidad Albiceleste.

### Independiente Rivadavia: la gloria
LLegarían sus tiempos más recordados en 2023, cuando el equipo comandado por Alfredo Berti requirió sus servicios. ¿Su objetivo? Claro: lograr un verdadero golpe en el tablero y ubicarse en la prestigiosa máxima categoría nacional. El club confió en Bochi para darle la 10. El propio extremo dijo que estaban muy enfocados y sabían que no hay más margen de error. Los tres puntos eran muy importantes para ellos y todos juntos saldrían a ganar los partidos en su cancha. También aseveró que ellos estaban igual de ilusionados que los hinchas, iban a salir a ganar e intentarían llegar al final con posibilidades. El apoyo del hincha ha sido tremendo y para los jugadores fue muy importante lo que les daban en cada partido.
En el Azul hizo historia. No sólo siendo uno de los artífices de aquel gran equipo de Alfredo, sino siendo protagonista total del ascenso junto a su dupla, el paraguayo Alex Arce. Convirtió el gol a Deportivo Maipú que le permitió jugar la final frente al Mirasol, en la cual no pudo estar presente justamente por ser expulsado frente al Botellero.
Azul del Parque hizo uso de su opción de compra a fines de 2023, y se asentó como figura y capitán del equipo en el corriente año. Leandro Meyer, dirigente del CAGEJ dijo que los Caudillos del Parque usaron de la opción, dejándole el 70% de su ficha a Gimnasia. El contrato establecía una cláusula de 200 mil dólares.
Tras sus grandes rendimientos y niveles, Matías Reali fue buscado por medio fútbol argentino: Gimnasia lo buscó para que vuelva, Boca se interesó en él al igual que River, Independiente, Racing y El Ciclón, que en enero estuvo cerca de llevárselo pero no se dio por negativa del entonces DT de la Lepra, Rodolfo de Paoli, quien pretendía usarlo pese a la presión ejercida por el propio Matías de irse a Los Cuervos.
Anotó su primer golazo en la LPF ante El Granate el 12 de mayo de 2024 en la primera fecha, cuyo festejo emulando a un mono generó gran revuelo y polémica.
Su último partido se dio el 15 de junio de 2024, ante Huracán, en lo que fue derrota por 0-2. Luego de este mismo partido, se lo vio muy emocionado. Reali confesó que tiene un amor recíproco para con el club y su hinchada, agradeciéndole a la afición, jugadores y dirigentes. También agregó que ese no sería su último partido ya que volvería en un futuro. Al ser interrogado sobre la búsqueda del Xeneize y Los Santos, él solo respondió por la de este último club, riéndose al decir que podía ser que le gustaría jugar en el club.
Finalmente, su despedida se dio por redes sociales el 24 de junio de 2024, donde le agradece al cuerpo técnico, cocineros y utileros. Se iba con la satisfacción de haber entregado todo tanto dentro como fuera de la cancha, muchas veces poniendo el grupo y el club por encima. Por último, publicó que Dios quiera en algún momento se vuelvan a encontrar. Finalizó diciendo que, de corazón, los quiere mucho. Así, CHucky finalizó su ciclo más glorioso hasta ahora, donde sin dudas se convitió en ídolo del club.

### San Lorenzo: pase frustrado
Tras 5 meses duros en un año ajetreado para la Azulgrana, Bochi finalmente arribó al club: al principio dirigido por Rubén Darío Insúa y luego por Leandro Romagnoli, Matías estuvo cerca de llegar al club en enero pero finalmente la operación terminó en nada. En el mes de junio, CSIR soltó a Reali por $1.800.000. Se realizó la revisión médica el mismo lunes 24 de junio pero recién firmó contrato el 28 y fue presentado a la vez que sumado a la pretemporada del club en Uruguay el 29. El motivo es que, desde Los Matadores, tardaron esos cuatro días en enviarle la primera cuota del dinero a Independiente. En principio, su contrato figuró hasta diciembre de 2027 y utiliza el dorsal 8, heredado de Agustín Giay. Al estampar la firma, confiesa que llegó al club porque su sueño era jugar en un grande, y quería cumplirlo. Sin embargo, 4 días después de llegado, el presidente de Independiente Rivadavia Daniel Vila declaró que desde San Lorenzo les enviaron un certificado de transferencia trucho, nunca se acreditó la primera cuota del dinero que dijeron haber enviado y que la operación está caída. De esta manera, el pase de Reali a San Lorenzo no logró concretarse y debió regresar a Independiente Rivadavia habiendo jugado apenas un amistoso de pretemporada en el club. Antes de cualquier esclarecimiento, líderes de partidos políticos opositores al de Marcelo Moretti (Sergio Constantino, Marcelo Culotta y César Francis) lanzaron un comunicado en conjunto y solicitando una reunión de Comisión Directiva y abierta los socios en para que se explique y exponga la documentación del caso.

### Veloz regreso a Independiente Rivadavia y conflicto latente con San Lorenzo
El 3 de julio Reali jugó su primer partido con la Azulgrana en lo que fue derrota por 2-0 ante Progreso. Después del partido, el presidente de la Lepra mendocina, Daniel Vila, brindó una entrevista a Radio La Red en la que anunció la caída del pase de Reali a San Lorenzo, acusando al club de estafa con un certificado de transferencia falso. Además, informó que demandó penalmente por estafa al presidente Marcelo Moretti y al secretario Pablo García Lago, y notificó a la AFA de lo ocurrido, así como también que dejaron sin efecto la cesión de los derechos federativos y económicos del jugador. También comunicó a Reali que debe presentarse a la pretemporada del club mendocino, pese a que el jugador no lo hizo y estuvo bajo las órdenes de Leandro Romagnoli los días 4 y 5 de julio. Asimismo, el presidente de la entidad Cuerva utilizó en vano como intermediario a Marcelo Tinelli para tratar de calmar las aguas por parte del club trasandino. Transcurridas 27 horas del escándalo, a las 18:20 la cuenta de Twitter de San Lorenzo efectuó un comunicado en el cual se comunicaba que, en el día de la fecha, El Ciclón nuevamente intentó realizar el segundo pago acordado a Independiente Rivadavia por la ficha del jugador, oportunamente convenida su compra con el club mendocino. Sin embargo, la cuenta indicada por el club vendedor para recibir el dinero no se encontraba operativa por cuestiones ajenas a ellos. Autoridades del club, en presencia de una escribana pública, intentaron realizar en la sede central del Banco Macro el depósito acordado para la compra de Matías. Dicha cuenta fue la indicada en el contrato para realizar el pago de U$S594.500.- y a la cual fue enviada la fallida transferencia inicial. En este mismo escrito, se destaca la total conformidad y disposición de Reali para jugar en Los Cuervos. En concordancia con esto, también se resalta que el primer pago por U$S500.000.- se efectuó en efectivo el viernes 28 de junio a la firma del contrato. También se informa que se intentó notificar al Azul de esta situación imprevista y llevar adelante la operación. Sin embargo, no hubo respuesta. Desde adentro del club comprador, surgieron varios rumores tales como la renuncia de Leandro Romagnoli y Néstor Ortigoza (primer vocal y mánager) así como un anticipado llamado de elecciones, sin embargo, el único que salió a hablar fue Pablo García Lago, el cual declaró que no se va, ni en pedo abandona. Ni piensa en eso. Orgulloso, declaraba que entró por la puerta grande y se va en ocho años por la puerta grande.

### Resolución de la polémica y efectivo fichaje por San Lorenzo
Después de dos días, Marcelo Moretti confirma que San Lorenzo tiene su cuenta en dólares en Argentina bloqueada por la UIF, esto es por la gestión anterior. Tuvieron que hacer la transferencia por Matías Reali a través de una entidad financiera. La misma resultó fallida. Tras decir todo esto, asegura que El Ciclón siempre tuvo el dinero para afrontar este pago. Compresivo con su par de Independiente Rivadavia, aseveró que hubiera hecho lo mismo en el lugar de Daniel Vila (quien quedó descontento tras el resultado final de este enredo), pidiéndole disculpas a él y a la hinchada del Azul. Internamente, según contó, van a tomar las medidas necesarias para averiguar realmente qué es lo que sucedió pero reconociendo que no falsificaron ningún documento pese a como se había afirmado en los medios de comunicación y como el propio Banco Macro, sponsor del Azul del Parque, habían dado a conocer: tal como muestra el comprobante, la transferencia estaba hecha a cuenta y orden de Los Cuervos pero no en nombre de Los Santos, viéndolo al club como uno de los perjudicados de toda esta situación. Finalizó la declaración agregando que Matías Reali tiene contrato firmado con el club y su voluntad es la de jugar. Acá el problema fue el pago y San Lorenzo lo va a cumplir. Están trabajando y apelando a la buena voluntad de todas las partes para terminar con este tema lo antes posible. 
De esta manera, tras varios días conflictivos, cumpliendo lo prometido al entrenador del Ciclón pero sufriendo llamados y amenazas por parte de Independiente Rivadavia de índoles familiares y deportivas para que vuelva insinuando que no iba a jugar al fútbol nunca más y que iban a iniciar acciones legales contra él, Matías volvió a convertirse en jugador de la entidad Azulgrana de forma definitiva pese a los intereses de Talleres y Huracán, que estaban tras sus pasos por todo este embrollo. Para que este regreso se de, contaron con la venia del jugador del club Iván Tapia por intermedio de su padre y presidente de la AFA, Claudio Fabián Tapia, que consiguió ampliarle el plazo de pago de la primera cuota (US$ 594.000) a Los Matadores hasta el lunes 8 de julio a las 18:00.
Sin embargo, Los Gauchos de Boedo se vieron atacados debido a dos cosas: la primera es que ahora deberán pagar $2.000.000 debido a una multa que recibió Reali por la demora y tendrán que entregarla al contado, es decir, sin transferencias virtuales. El otro motivo por el cual no termina de ser una noticia totalmente buena para CASLA es que tres dirigentes, cuyos nombres no han salido a la luz aún, han sido cesados de sus cargos.

## Estilo de juego
Reali se describió a sí mismo como habilidoso, gambeteador y desequilibrate. Es un extremo que puede jugar por derecha o por izquierda, aunque esta última sería su posición natural. Supo jugar de volante y de delantero. Además, se hace fuerte en el mano a mano gozando del privilegio de ser ambidiestro. Le gusta desbordar, contando con una gran velocidad, también se define como encarador y picante. También tiene potrero y una gran frescura notable a la hora de jugar.

## Estadísticas

### Clubes
Actualizado hasta su último partido disputado el 10 de mayo de 2025.
| Club                               | Div.          | Temporada     | Liga  | Liga  | Liga   | Copas nacionales | Copas nacionales | Copas nacionales | Copas internacionales | Copas internacionales | Copas internacionales | Total | Total | Total  |
| Club                               | Div.          | Temporada     | Part. | Goles | Asist. | Part.            | Goles            | Asist.           | Part.                 | Goles                 | Asist.                | Part. | Goles | Asist. |
| ---------------------------------- | ------------- | ------------- | ----- | ----- | ------ | ---------------- | ---------------- | ---------------- | --------------------- | --------------------- | --------------------- | ----- | ----- | ------ |
| Everton de La Plata Argentina      | 4.ª           | 2019          | 8     | 3     | 0      | —                | —                | —                | —                     | —                     | —                     | 8     | 3     | 0      |
| Everton de La Plata Argentina      | Total club    | Total club    | 8     | 3     | 0      | 0                | 0                | 0                | 0                     | 0                     | 0                     | 8     | 3     | 0      |
| Defensores de Cambaceres Argentina | 5.ª           | A-2019        | 9     | 4     | 0      | —                | —                | —                | —                     | —                     | —                     | 9     | 4     | 0      |
| Defensores de Cambaceres Argentina | Total club    | Total club    | 9     | 4     | 0      | 0                | 0                | 0                | 0                     | 0                     | 0                     | 9     | 4     | 0      |
| Círculo Deportivo Argentina        | 3.ª           | 2020          | 6     | 0     | 0      | —                | —                | —                | —                     | —                     | —                     | 6     | 0     | 0      |
| Círculo Deportivo Argentina        | 3.ª           | 2021          | 26    | 5     | 0      | —                | —                | —                | —                     | —                     | —                     | 26    | 5     | 0      |
| Círculo Deportivo Argentina        | Total club    | Total club    | 32    | 5     | 0      | 0                | 0                | 0                | 0                     | 0                     | 0                     | 32    | 5     | 0      |
| Altos Hornos Zapla Argentina       | 4.ª           | 2021-22       | 5     | 2     | 0      | —                | —                | —                | —                     | —                     | —                     | 5     | 2     | 0      |
| Altos Hornos Zapla Argentina       | Total club    | Total club    | 5     | 2     | 0      | 0                | 0                | 0                | 0                     | 0                     | 0                     | 5     | 2     | 0      |
| Gimnasia y Esgrima (J) Argentina   | 2.ª           | 2022          | 27    | 3     | 1      | 2                | 0                | 0                | —                     | —                     | —                     | 29    | 3     | 1      |
| Gimnasia y Esgrima (J) Argentina   | Total club    | Total club    | 27    | 3     | 1      | 2                | 0                | 0                | 0                     | 0                     | 0                     | 29    | 3     | 1      |
| Independiente Rivadavia Argentina  | 2.ª           | 2023          | 31    | 2     | 4      | 1                | 0                | 0                | —                     | —                     | —                     | 32    | 2     | 4      |
| Independiente Rivadavia Argentina  | 1.ª           | 2024          | 5     | 1     | 0      | 16               | 0                | 5                | —                     | —                     | —                     | 21    | 1     | 5      |
| Independiente Rivadavia Argentina  | Total club    | Total club    | 36    | 3     | 4      | 17               | 0                | 5                | 0                     | 0                     | 0                     | 53    | 3     | 9      |
| C. A. San Lorenzo Argentina        | 1.ª           | 2024          | 14    | 0     | 0      | 1                | 0                | 1                | 2                     | 0                     | 1                     | 17    | 0     | 2      |
| C. A. San Lorenzo Argentina        | 1.ª           | 2025          | 16    | 0     | 1      | 1                | 0                | 0                | —                     | —                     | —                     | 17    | 0     | 1      |
| C. A. San Lorenzo Argentina        | Total club    | Total club    | 30    | 0     | 1      | 2                | 0                | 1                | 2                     | 0                     | 1                     | 34    | 0     | 3      |
| Total carrera                      | Total carrera | Total carrera | 147   | 20    | 6      | 21               | 0                | 6                | 2                     | 0                     | 1                     | 170   | 20    | 13     |
| 1. 2.                              |               |               |       |       |        |                  |                  |                  |                       |                       |                       |       |       |        |

## Palmarés

### Títulos nacionales
| Título             | País                    | Club      | Año  |
| ------------------ | ----------------------- | --------- | ---- |
| Primera B Nacional | Independiente Rivadavia | Argentina | 2023 |